# Häxprocessen i Norrköping
Häxprocessen i Norrköping, den 19 och 20 november 1617 hölls det under hertig Johans mandat rådstuguting i Norrköping mot sex kvinnor anklagade för trolldom.
Några anklagelser för samröre med Satan i form av boleri eller blåkullafärder framkom inte under förhören, men två av kvinnorna riskerade ändå dödsstraff för förgöring. En del av kvinnorna som "Hesa Karin" genomgick vattenprovet, andra slapp undan.
Den slutgiltiga rättegången anses ha förts in i en speciell dombok som nu försvunnit så det går inte att få fram vilka domar de fick. Förlorade domböcker har bidragit till att också de övriga processerna i Östergötland varit svåra att dokumentera, man har istället i hög grad förlitat sig på kyrkomaterial och bevarade räkenskaper med kostnader för de inblandade.